# Svájci bicska

A Victorinox cég logója

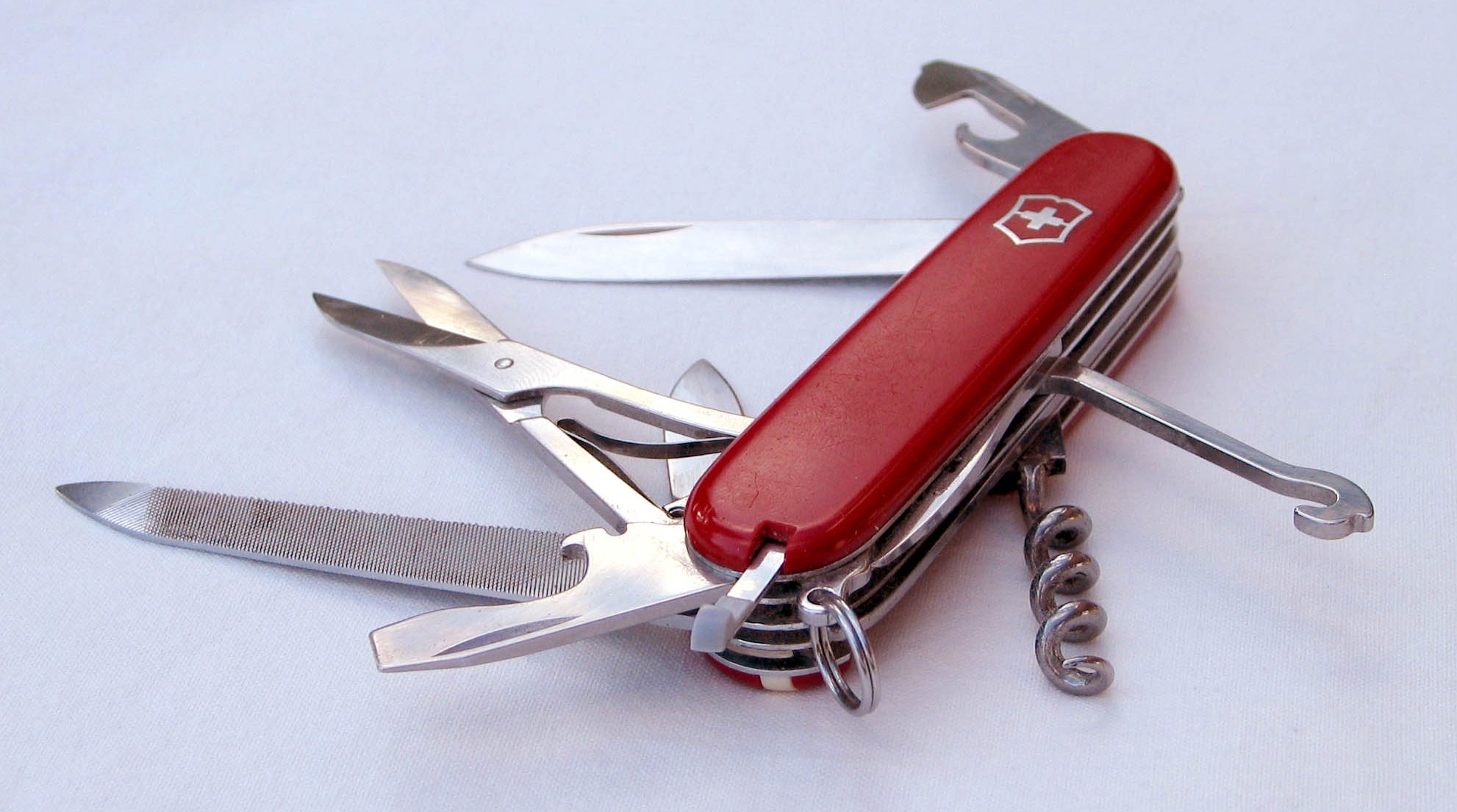
A svájci bicska kinyitott állapotában látszanak a különféle eszközök

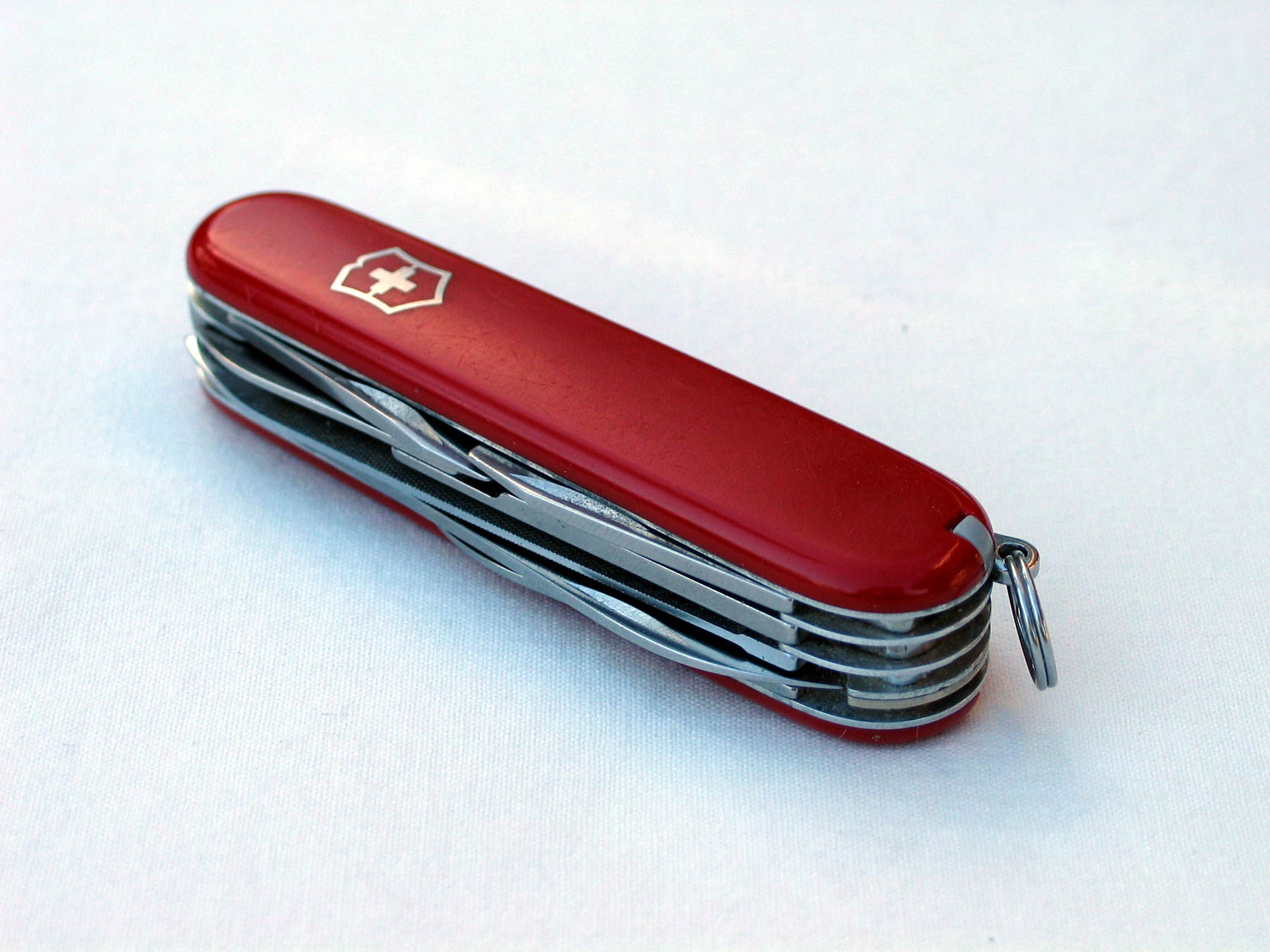
Svájci bicska összecsukott állapotban

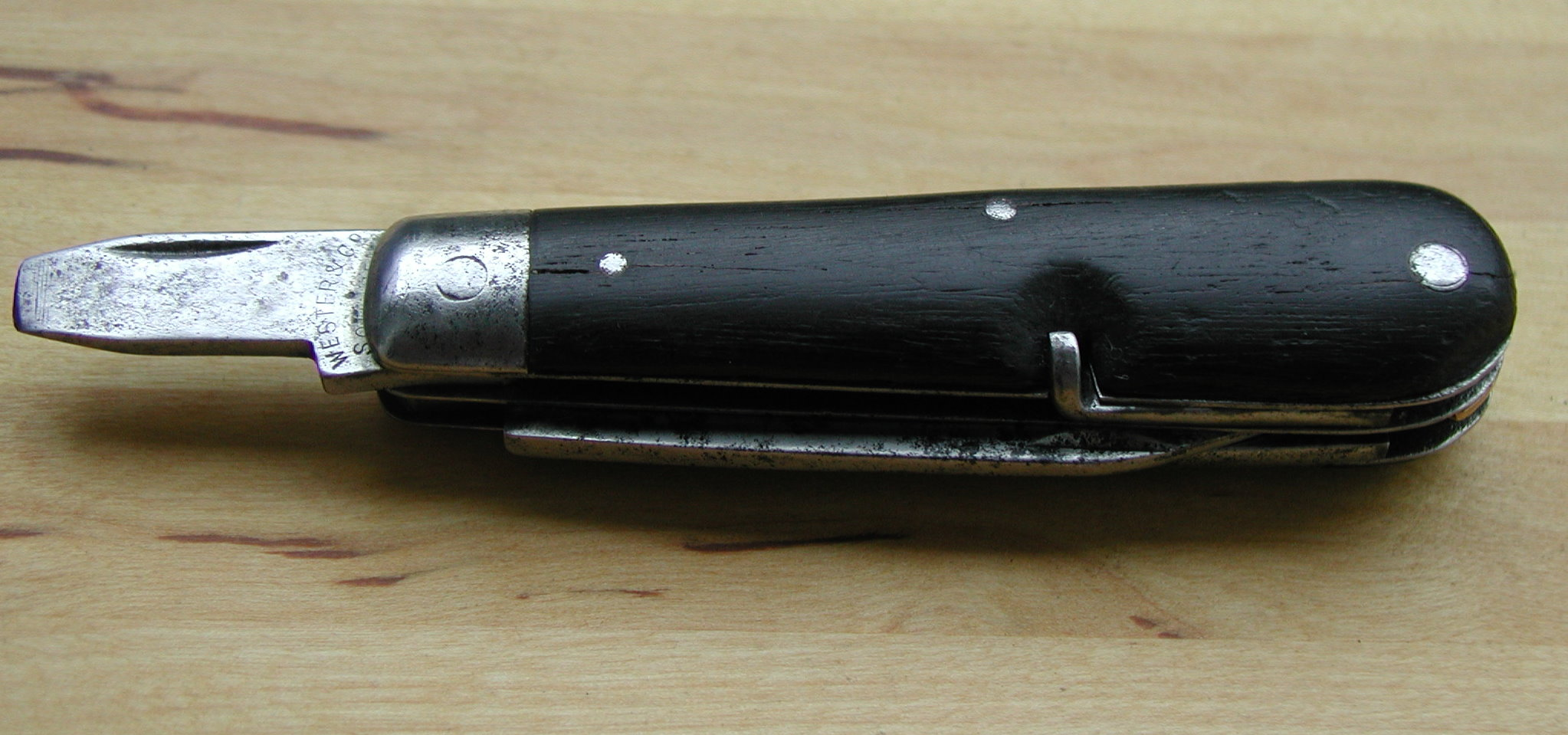
Az első svájci bicska, 1891

A svájci bicska egy többfunkciós összecsukható zsebkés.
1884-ben Karl Elsner kés- és evőeszközboltot nyitott egy kis svájci faluban, Ibachban. Azt a célt tűzte ki maga elé, hogy felveszi a versenyt a solingeni német Wester & Co. céggel, amelyik a svájci hadsereg hivatalos késszállítója volt. 1891-ben elkészített egy fanyelű eszközt, ami egy pengét, egy csavarhúzót, egy konzervnyitót és egy árszerű lyukasztót foglalt magában. Bár ez a kés még nem lett a svájci hadsereg hivatalos kése, de sok tiszt vett már magának ilyen bicskát.
1896-ban az eszközt továbbfejlesztette és levédette. Ezen már a ma ismert rugós mechanizmussal nyíltak a pengék. A svájci kereszt védjegy  1909-ben került a késekre. Elsner a cégét ekkor édesanyja emlékére Victoriának nevezte el. 1921-es a mai név, amikor kifejlesztették a rozsdamentes acélt, az inoxot. Ezekből jött létre a Victorinox fantázianév.
A cég 1908-ban vált a svájci hadsereg hivatalos késszállítójává, de még fele-fele arányban rendeltek késeket a Wengertől és az Elsner cégtől. 2005-ben aztán a Victorinox felvásárolta a Wengert, de a két márkanév megmaradt.
A második világháború után az amerikai hadsereg boltjaiban nagy mennyiségben vásárolták, és az Offiziersmesser német elnevezés helyett ráragasztották a Swiss Army Knife elnevezést.
A svájci bicskának legalább száz hivatalos változata létezik, és sok helyen lelkesen hamisítják.
Ma már van olyan is, amelybe pendrive-ot építettek, vagy olyan, amely egy tollat tartalmaz és világítás is kapcsolódik hozzá. De akad MP3-lejátszós.
A cég 25 millió bicskát gyárt évente, amit 150 országban árusítanak. A világ 16 országában, köztük az Egyesült Államokban a svájci bicska hivatalos katonai zsebkés ma is.

## Lásd még
- MacGyver